# بريت غالانت
بريت غالانت هو لاعب هوكي جليد كندي، ولد في 28 ديسمبر 1988 في سمرسايد، كندا ‏ في كندا.

## وصلات خارجية
- بريت غالانت على موقع دوري الهوكي الوطني (الإنجليزية)
- بريت غالانت على موقع EliteProspects.com (الإنجليزية)
- بريت غالانت على موقع HockeyDB.com (الإنجليزية)
- بريت غالانت على موقع Hockey-Reference.com (الإنجليزية)